# Toxonprucha albociliatus
Toxonprucha albociliatus är en fjärilsart som beskrevs av Smith 1903. Toxonprucha albociliatus ingår i släktet Toxonprucha och familjen nattflyn. Inga underarter finns listade i Catalogue of Life.